# Groß-Siegharts
Groß-Siegharts é um município da Áustria localizado no distrito de Waidhofen an der Thaya, no estado de Baixa Áustria.